# Edgar Falch
Edgar Falch (Stavanger, 2 novembre 1930 – Stavanger, 18 novembre 2013) è stato un calciatore norvegese, di ruolo difensore.

## Biografia
È il nonno di Aslak Falch, portiere professionista.

## Carriera

### Club
Falch vestì la maglia del Viking dal 1950 al 1961. Collezionò 139 presenze e 9 reti in campionato.

### Nazionale
Falch conta 28 presenze per la Norvegia. Esordì il 4 luglio 1954, in occasione della sconfitta per 1-0 contro l'Islanda. Il 28 giugno 1959, in occasione della sfida vinta per 2-4 contro la Finlandia, gli venne assegnato il Gullklokka per la 25ª presenza in Nazionale.

## Palmarès

### Club

#### Competizioni nazionali
- Coppa di Norvegia: 1

Viking: 1953
- Campionato norvegese: 1

Viking: 1957-1958

### Individuale
- Gullklokka

1959